# Еса-Пека Салонен
Еса-Пека Салонен (на фински Esa-Pekka Salonen) е финландски диригент и композитор.
Завършва академията Сибелиус в родния си град Хелзинки (1973 – 1977), където учи композиране и валдхорна и композиция с частни преподаватели в Италия (1979 – 1981).
Дебютира като диригент през 1979 година със Симфоничния оркестър на финландското радио. На международната сцена добива известност през 1983 г. с изпълнението на Трета симфония на Густав Малер с оркестър „Филхармония“ в Лондон.
Салонен е музикален директор на Филхармонията в Лос Анджелис за 17 години (1992 – 2009). През 2008 г. приема поста на главен диригент и художествен съветник в лондонския оркестър „Филхармония“.
През 1986 г. получава наградата „Грами“ и награда на британското списание „Грамофон“ за записа на симфония № 3 на Витолд Лютославски с Лосанджелиската филхармония.
Еса-Пека Салонен става носител на наградата за 2012 г. на Университета на Луисвил за музикална композиция – The 2012 University of Louisville Grawemeyer Award for Music Composition. Призът се връчва на финландския диригент и композитор за неговия Концерт за цигулка и оркестър. Цигулковият концерт на финландския композитор и диригент е бил избран сред 165 други произведения на композитори. 